# السهام السوداء
فريق السهام السوداء، (بالإنجليزية: Black Arrows)‏. هو واحد من الفريق الملكي الأيروباتيكي في القوات الجوية الملكية البريطانية السابقة، السهام الحمراء، كانت فريق توضيحي أيروباتيكي تشكلت في عام 1956 من قبل قائد السرب روجر، ثم قائد الفريق Squadron من «تربل ون». واحدة من العديد من المكاسب البارزة التي حققتها السهام السوداء كانت إعدام تشكيل 22 حلقة هوكر هانتر في عام 1958 في معرض جمعية صناعة الطائرات البريطانية في فارنبورو كان هذا الرقم القياسي العالمي لأكبر عدد من الطائرات يحلق في تشكيل، ويظل غير منقط حتى يومنا هذا. بعد الحلقة، قامت السهام السوداء بأول لفة في العالم لستة عشر برميل. سلم روجر توبب قيادة السهام السوداء إلى قائد السرب بيتر لاثام في أواخر عام 1958. وسعت لاثام حجم الفريق إلى 9 طائرات وقادت السرب لمدة عامين.